# جی. بی. پریستلی
جان بوینتن پریستلی (انگلیسی: John Boynton Priestley؛ ۱۳ سپتامبر ۱۸۹۴ – ۱۴ اوت ۱۹۸۴) یک رمان‌نویس، نمایش‌نامه‌نویس، و گوینده اهل بریتانیا بود.

## زندگی

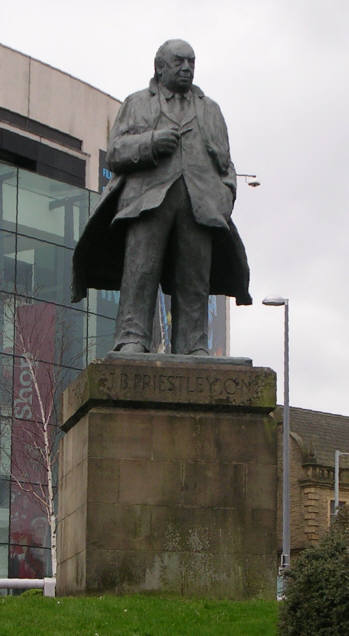

جان بوینتون پریستلی، در ۱۳ سپتامبر ۱۸۹۴ در برادفورد به دنیا آمد. پدرش مدیر مدرسه بود و مادرش نیز در هنگامی که وی دوساله بود درگذشت. از شانزده سالگی در روزنامه‌های زادگاهش مطالبی می‌نوشت. در جریان جنگ جهانی اول در ارتش بریتانیا خدمت نمود و با مدال افتخاری که از سوی دولت دریافت کرد توانست برای ادامه تحصیل وارد دانشکده ترینیتی هال، کمبریج شود. وی مدرک لیسانس خود را در رشته ادبیات گرفت و ساکن لندن شد.
پریستلی اولین اثر خود را با نام «کاراکترهای کمیک انگلیسی» در سال ۱۹۲۵ منتشر کرد و پس از آن رمان «آدم در پرتو نور ماه» را به نوشت و پس از آن کتاب «در تاریکی جهل» را به رشته تحریر در آورد. پریستلی در زمینه داستان‌نویسی نیز نویسنده‌ای ماهر و چیره‌دست بود که علاوه بر نمایش‌نامه‌نویسی، داستان‌های زیادی نوشت.
در همین سال همسرش «پاتریشیا تمپست» درگذشت و پریستلی را با دو دختر خردسال و یک زندگی به شدت صدمه دیده تنها گذاشت. پریستلی مجدداً ازدواج کرد. به زودی موفقیتی چشمگیر با انتشار رمان «دوستان خوب» در سال ۱۹۲۹ به سراغش آمد و نامش را پرآوازه ساخت. مقبولیت این رمان تا بدان حد بود که تاکنون این اثر قریب پنجاه بار تجدید چاپ شده و چندین بار هم به فیلم درآمده‌است.
اثر مهم دیگر وی رمان «گذرگاه فرشتگان» نام دارد که هر چند موفقیت و شهرت آن هرگز به پای رمان «دوستان خوب» نرسید اما به عقیدهٔ برخی از صاحبنظران و منتقدان رمان معاصر این اثر را به خاطر شیوهٔ مؤثر و قدرت بیانی که از آن برخوردار است می ستایند و آن را برتر از دوستان خوب می‌دانند.
پریستلی در سال ۱۹۳۲ نمایش‌نامه‌نویسی را به‌عنوان حرفه اصلی خود انتخاب کرد و تا پایان عمرش ۲۵ نمایشنامه نگاشت که هر کدام بارها در انگلستان و آمریکا و دیگر کشورهای جهان به روی صحنه رفتند. نخستین کارش برگردان رمان دوستان خوب برای تئاتر بود که در سال ۱۹۳۱ همراه با «ادوارد نوبلوک» صورت گرفت. نمایش‌نامه‌های کنج خطرناک» ملودرامی روان شناسانه است که گذشته و آینده شخصیت‌ها را به هم می‌آمیزد و چرخ و فلک آثاری هستند که در سال ۱۹۳۲ نگاشته شدند

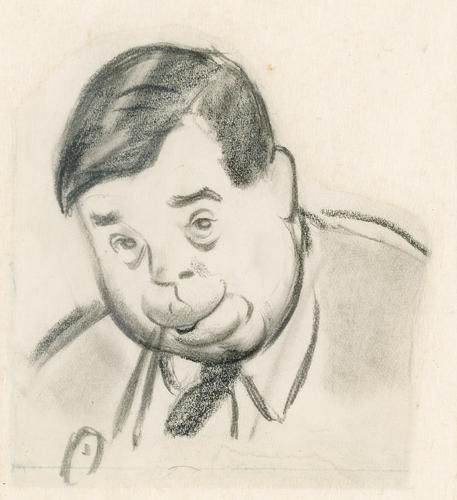

در نمایش نامه «احضار بازپرس» (An Inspector Calls) که در سال ۱۹۴۵ نوشته شد پریستلی پرده از جنایاتی روزمره علیه زنان برمیدارد که چگونه یک جامه دست به دست هم میتواند جنسیت زن را به مرحله نابودی و مرگ برساند . او در این نمایشنا مه نشان میدهد که چگونه زنان به گونه‌ای زنجیروار توسط اجتماع مورد تبعیض، خشونت، ناعدالتی ، و سو استفاده جنسی قرار گرفته و این تکرار موجب مرگ شخصت اصلی نمایشنامه میشود. در این نمایشنامه می توان رگه هایی از فمنیسم را مشاهده کرد .
پریستلی در تمام طول حیات ادبی خود نویسنده‌ای پرکار و صاحب تالیفات بسیار متنوع است او قریب چهل نمایشنامه نوشت به اضافه تعداد فروان رمان و داستان کوتاه به همراه مقالات و نقدهای هنری. بینش قوی و قدرت توصیف نیرومند این نویسنده به وی این امکان را اعطا کرد تا هر موضوعی را با لطف و ملاحت بسیار بپروراند.
اثر ارزشمند دیگر پریستلی کتاب ادبیات مغرب زمین یا سیری در ادبیات غرب نام دارد که اثریست تحقیقی و پربار. نویسنده در این کتاب ضمن بررسی زمینه‌های کیفی هنر و ادبیات مغرب زیمن اعم از شعر، رمان و نمایشنامه، آثار بیش از هفصد شاعر و نویسنده و دراماتیست جهان را از ماکیاول به بعد مورد بررسی و نقد ادبی قرار داده است. کتاب «دنیای شگفت‌انگیز»، اثر تحیقی دیگر این نویسنده جستجو و کنکاش در مفاهیم و اشکال تئاتر از جهان باستان تا به امروز است که در زمرهٔ آثار جالب و خواندنی پریستلی است.
جان پریستلی در ۱۴ اوت ۱۹۸۴ در سن ۸۹ سالگی درگذشت.

## کتابشناسی

### رمان‌ها
- آدم در پرتو نور ماه[۱] (۱۹۲۷) آدام در مهتاب
- یاران نیک[۲] (۱۹۲۹) دوستان خوب / مصاحبان خوب
- گذرگاه فرشتگان[۳] (۱۹۳۰)
- دوردست (۱۹۳۲)
- قهرمان شگرف (۱۹۳۳)
- جشنواره در فاربریج (۱۹۵۱)
- گفتار وزین
- گردش در شهر (۱۹۳۶)
- مردم سرود می‌خوانند (۱۹۳۹)
- تاریکی در گرتلی (۱۹۴۲)
- سه مرد در لباس نو (۱۹۴۵)
- روز خوش {روز درخشان} (۱۹۴۶)
- جادوگران (۱۹۵۴)
- سی و یکم ژوئن (۱۹۵۷)
- کیوان بر فراز آب (۱۹۶۱)
- مکان دیگر
- فتنه‌های بیدار
- فواره‌های خواب
- در تاریکی جهل

### گزیده نمایش نامه‌ها
- گنج خطرناک (۱۹۳۲) کنج خطرناک / گوشه خطرناک
- بیشه درختان (۱۹۳۳)
- آخر بهشت (۱۹۳۴)
- نواختن در روشنایی (۱۹۳۵)
- کورنلیوس (۱۹۳۵)
- زنبورها در کف قایق (۱۹۳۶)
- زمان و روش مطالعه (۱۹۳۷)
- زمان و خانواده کانوی (۱۹۳۷)
- قبل این هم اینجا بوده‌ام (۱۹۳۷) من قبلاً اینجا بوده‌ام
- وقتی که ما ازدواج می‌کنیم (۱۹۳۸)
- موسم بهار (۱۹۳۸)
- جانسن بر فراز اردن (۱۹۳۹)
- انعکاس طولانی (۱۹۴۰)
- شب بخیر بچه‌ها (۱۹۴۲)
- آن‌ها به شهر می‌آیند (۱۹۴۴)
- شاهزاده صحرا (۱۹۴۴)
- در خانه چطورند
- زرینه موی (۱۹۴۴)
- مستنطق به شهر می‌آیند (۱۹۴۶) / بازپرس وارد می‌شود / بازرس دعوت می‌کند
- درخت لیدن (۱۹۴۷)
- رؤیای روز تابستان (۱۹۴۹) رؤیای یک روز تابستانی
- وطن فرداست (۱۹۴۸)
- بهشت ابدی (۱۹۵۰)
- سایه درخشان (۱۹۵۰)
- پلیکان قدیمی (۱۹۵۲)
- دهان اژدها (۱۹۵۲)
- روز مادر (۱۹۵۳)
- دوباره سعی کن (۱۹۵۳)
- اتاق خصوصی (۱۹۵۳)
- گیلاس تلخ (۱۹۵۴)
- بازیگران ما (۱۹۵۶)
- ماجرای رسوایی‌آمیز آقای کتل و خانم ماه (۱۹۵۵)
- قفس شیشه‌ای (۱۹۵۷)
- روش احمقانه (۱۹۵۹)
- سر بریده (۱۹۶۳)

### نقد ادبی
- شخصیت‌های کمیک انگلیسی (۱۹۲۵) / کاراکترهای کمیک انگلیسی
- رمان انگلیسی (۱۹۲۷)
- ادبیات و انسان غربی (۱۹۶۰)

### آثار سیاسی و اجتماعی
- سفر انگلیسی (۱۹۳۴)

### سایر آثار
- مردان روز رستاخیز
- چرخ فلک
- ادبیات مغرب زمین
- سیری در ادبیات غرب
- دنیای شگفت‌انگیز تئاتر
- خوی مضحکه‌آمیز انگلیسی
- جورج مردیث
- ویلیامز هزلیث
- میمون و فرشتگان (۱۹۲۸)
- بریتانیا در جنگ
- نیروی نفرات
- سفر روس